# 8-as Réti-tó és Réti-tavak környéke

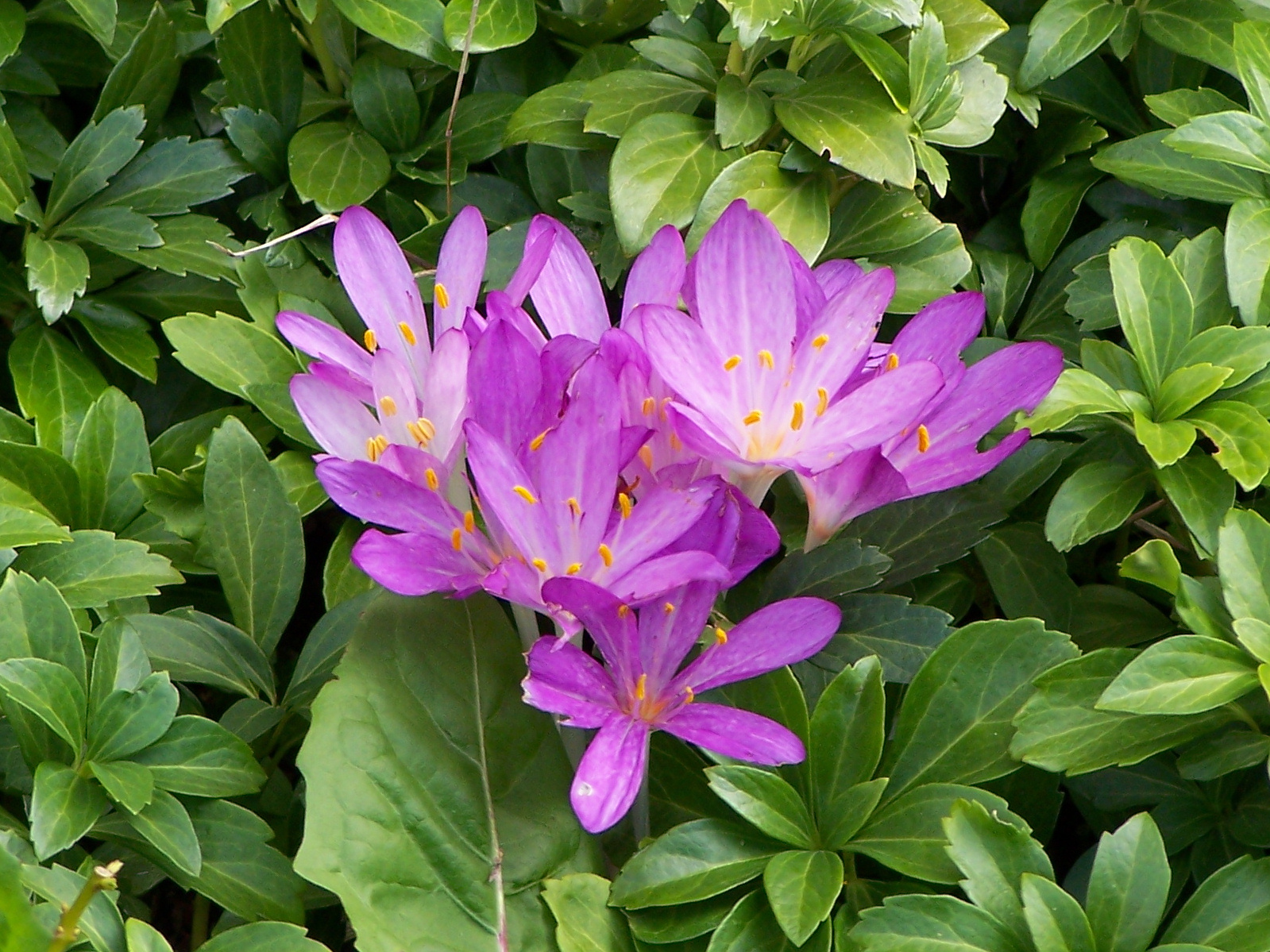
Őszi kikerics (Colchicum autumnale)

A tatai 8-as Réti-tó és Réti-tavak környéke a Duna–Ipoly Nemzeti Park egyik helyi jelentőségű, kb. 1 km²-es (az eltérő adatok szerint 90,04 hektár illetve 135,6548 hektár természetvédelmi területe a város központjától észak–északnyugatra, az Öreg-tótól mintegy 1 km-nyire, a tórendszer északi végétől, a Ferencmajori halastavaktól kb. 3 km-re. A Tatai tavak rámszari terület része; közvetlenül szomszédos a Tatai Fényes-patak menti rétekkel és a Fényes-fürdő Természetvédelmi Területtel.
A Natura 2000 hálózatnak nem része.

## Megközelítése
Több irányból is elérhető.
1.  Fényes fasor felől a Honvédség nőtlen tiszti szállója ás a Fényes lakópark közötti földúton.
2. Az Új út 3. mellett nyíló, a Jávorka Sándor Szakközépiskola és a Megyei Növényvédelmi Állomás között futó földúton. miután az út átkel a Csever-árkon, egy kis kapu után rossz állapotú tábla jelzi a természetvédelmi terület kezdetét.
3. A Fényes fasor és az Új út kereszteződéséhez közeli egykori szolgálati halászháznál kezdődő földúton. Ez egy olyan töltésen halad, amelynek egyik felén a Csever-árok folyik, a másik oldalán kezdődnek a tavak.
4. A Tata–Naszály közútról jól látszik a 8-as tó, amelyhez magántulajdonú legelőkön, kaszálókon sétálhatunk le.

## Története
A Réti-tavakat — amint erre nevük utal — egy Tata alatt, az Által-ér völgyének felső szakaszán kialakult vizenyős rétet Esterházy József volt országbíró megrendelésére Mikoviny Sámuel 1746-ban készült tervei alapján csapolták le 1747-től. A rétet nedvesítő langyos karsztforrások vizét a Csever-árokba gyűjtötték össze. A lecsapolt részeket mezőgazdasági művelésbe vonták.
1896-ban ugyancsak az Esterházy-uradalom megrendelésére alakították ki rajta a halastavakat. A teljes, 65 hektár területű tórendszer eredetileg kilenc síkvidéki, körtöltéses halastóból állt.
A rétet nedvesítő karsztforrások a szénbányászat megcsapoló hatása miatt az 1970-es évek elején elapadtak, ezután a halgazdálkodással felhagytak. A tórendszer legnagyobb része évtizedek óta szárazon áll. Medreik jelentősen feliszapolódtak, miként az őket egykor vízzel ellátó csatorna is. 1980 és 2020 között a tavak medrét kétszer is kotorták, ez azonban csak lassította természetes feltöltődésüket.
A bányák bezárása után a karsztvízszint apránként helyreállt, és az ezredforduló táján a források újraindultak. Belőlük jelenleg enyhén szénsavas, 20–22°C-os víz tör fel, emiatt a forrástavak télen sem fagynak be. A Csever-árokban ismét folyik a víz.
A rétek 1992-ben kaptak védelmet, a tavak csak 2012-ben. Törzskönyvi száma: 10/82/TT/92.
A rámszari területet 2006-ban jelölték ki.
A 2000-es években felgyorsult a tórendszer elöregedése. Még a leginkább karbantartott, szavad vízfelületű 8-as tó egykor hatalmas ősnádasait is egyre inkább a gyékény(Typha spp.) váltotta fel. A terület természetvédelmi jelentősége csökkent; védett státuszát leginkább múltbéli értékei és lehetőségei miatt tartották fenn. Pozitívum, hogy az újjáéledő karsztforrások alatt megjelentek az egykori ingólápok, ezeken pedig az égerlápokon és mocsárréteken egykor kipusztultnak hitt fajok.
2015-ben a 8-as tavat alaposan kikotorták és rendezett halastóvá alakítva az eredeti növényzet visszatelepülésére alkalmassá tették. A tavat körüljárhatóvá tették, benne két madárfészkelő szigetet hoztak létre. A nádat rendszeresen aratják.

### Jelenlegi használata
A terület egyes részein állatokat legeltetnek, más részeit kaszálják. A 8-as tó jó állapotú, a többin azonban a szukcesszió jelentősen előrehaladt; 2018-ra zömmel berekké alakultak. A 8-as tó nemcsak halászatilag és a madarak táplálásában jelentős, de mellette dísznövényeket is termesztenek.
A tavak környéke vadászterület, amin 1 magaslest építettek és 1 szóróhelyet alakítottak ki.
Felszínborítása élőhelyek szerint:
- erdő: 12 %,
- gyep: 31 %,
- cserjés: 2 %,
- vízfelszín: 48 %,
- szántó 7 %

Az élőhelyek besorolása az Általános Nemzeti Élőhely-osztályozási Rendszer (Á-NÉR) 2011-es változata szerint:
- BA — fragmentális mocsári- és/vagy hínárnövényzet mozaik, álló- és folyóvizek partjánál
- B1a — nem tőzegképző nádasok, gyékényesek és tavikákások
- D34 — mocsárrétek,
- D5 — patakparti és lápi magaskórósok,
- H34 — félszáraz irtásrétek, száraz magaskórósok és erdős sztyepprétek
- I1 — nedves felszínek természetes pionír növényzete,
- J5 — égerligetek,
- OA — jellegtelen fátlan vizes élőhelyek,
- OB — jellegtelen üde gyepek,
- OC — jellegtelen száraz-félszáraz gyepek,
- RB — őshonos fajokból álló puhafás jellegtelen vagy pionír erdők.

### Védelmi feladatok
A tórendszer helyreállításához a tavakból és az őket táplálni hivatott csatornából ki kell kotorni a lerakódott iszapot.
Az önkormányzat a 2010-es évek közepén fogott a 8-as tó helyreállításához, zömmel pályázati pénzből. A további aktív természetvédelem tervezett tevékenységei:
- felmérés,
- özönnövények irtása,
- kaszálás,
- rekonstrukció.

Ha mindeme munkákhoz sikerül pénzt szerezni, a Réti-tavak ismét jelentős madárélőhellyé válhatnak.

## Természeti értékei
A rámszari terület kijelölésének fő szempontja az volt, hogy az Által-ér völgye fontos szerepet játszik a tavaszi és őszi madárvonulásban — alapvetően mint a vonuló madarak pihenő- és táplálkozóhelye. Emellett jelentős a terület saját madárvilága is; a vizenyős rét számos ragadozó madár:
- vörös vércse (Falco tinnunculus),
- kígyászölyv ((Circaetus gallicus),
- kabasólyom (Falco subbuteo),
- rétisas (Haliaeetus albicilla)

kedvelt táplálkozó helye.

### Védett, illetve Natura 2000-es állatfajok
A halastavakban és a környező vízfolyásokban (Csever-árok, Fényes-patak) az 1960-as években még 30 halfaj élt; ma jóval kevesebb. Elvétve még található:
- réti csík (Misgurnus fossilis),
- kövi csík (Barbatula barbatula),
- vágó csík (Cobitis taenia);

teljesen kipusztult a lápi póc (Umbra krameri), és több más, fokozottan védett faj.
Fokozottan védett fészkelő madarak:
- bölömbika (Botaurus stellaris): 0-1 pár,
- törpegém (Ixobrychus minutus): 2-3 pár,
- cigányréce (Aythyanyroca sp.): 0-1 pár,
- piroslábú cankó (Tringa totanus): 0-1 pár.

Védett fészkelők:
- kis vöcsök (Tachybaptus ruficollis),
- búbos vöcsök (Podiceps cristatus),
- barátréce (Aythya ferina),
- nyári lúd (Anser anser),
- fekete harkály (Dryocopus martius),
- tövisszúró gébics (Lanius collurio),
- vörös vércse (Falco tinnunculus),
- egerészölyv (Buteo buteo),
- berki tücsökmadár (Locustella fluviatilis).

Fokozottan védett átvonulók:
- rétisas (Haliaeetus albicilla),
- parlagi sas (Aquila heliaca),
- kígyászölyv (Circaetus gallicus),
- kis kócsag (Egretta garzetta),
- kis kárókatona (Microcarbo pygmeus),
- nagy kócsag (Ardea alba),
- fekete gólya (Ciconia nigra),
- gulipán (Recurvirostra avosetta),
- kormos szerkő (Chlidonias niger).

Több mint 200 átvonuló faj védett.
Fokozottan védett emlősök:
- vidra (Lutra lutra): 1-2 pár,
- európai hód (Castor fiber) — csak kóborlóként egy-egy példány.

valószínűsíthető, hogy a 2013-as felmérés óta a hódok visszatelepültek, legalábbis erre utalnak a hódrágás nyomait mutató fák.

### Özönnövények
A védeni kívánt területre többféle idegenhonos növényfaj nyomult be. Az özönfajok környezeti terhelése fajonként erősen változó:
- selyemkóró (Asclepias syriaca) — nincs,
- ürömlevelű parlagfű (Ambrosia artemisiifolia) — kevés,
- kanadai aranyvessző (Solidago canadensis) — sok,
- japán keserűfű (Fallopia japonica) — kevés,
- cserjés gyalogakác (Amorpha fruticosa) — kevés,
- mirigyes bálványfa (Ailanthus altissima) — kevés,
- keskenylevelű ezüstfa (Elaeagnus angustifolia) — kevés.

## A tanösvény
A 2,6 km hosszú Réti-tó tanösvény jelkép-állata a védett kisfoltos laposacsa (Libellula fulva). A terület adatlapja szerint a legszebb látványt ősszel nyújtja, amikor a legelően tömegesen nyílik az őszi kikerics (Colchicum autumnale).
Az ösvény elején álló háromszintes, 10 méter magas fából ácsolt kilátóról jól belátható a tórendszer. A kilátó tetejének négy sarkát vízimadarak faragványai díszítik. A 17 tájékoztató tábla kétnyelvű (magyar-angol).
- az 1. azt ismerteti, hogyan állították helyre a területet, hogyan alakították ki a tanösvényt,
- a 2. mutatja be a jellemzően a tavon fészkelő madárfajokat,
- a 3. táblán a halászatról és a védett halfajokról olvashatunk — egyebek közt az elmúlt kétszáz évben kitenyésztett tatai „bőrpontyról” amelynek mindössze egy sor pikkelye van, tehát nagyon könnyű pucolni.
- a 4. tábla tájékoztat a rámszari egyezményről és a  Tatai tavak rámszari területről.

2020 júliusában a tanösvény rendkívül elhanyagolt állapotban volt. Több tábla kidőlt, a kilátó egyes lépcsőfokai leszakadtak, az Ősnádas ösvényén derékig nőtt a csalán.